# 莫林埃克斯 (密蘇里州)
莫林埃克斯（英語：Moline Acres）是位於美國密蘇里州聖路易斯縣的城市。

## 人口
根據2020年美國人口普查的數據，莫林埃克斯的面積為1.48平方千米，皆為陸地。當地共有人口2156人，而人口密度為每平方千米1,457人。